# Агнець Божий

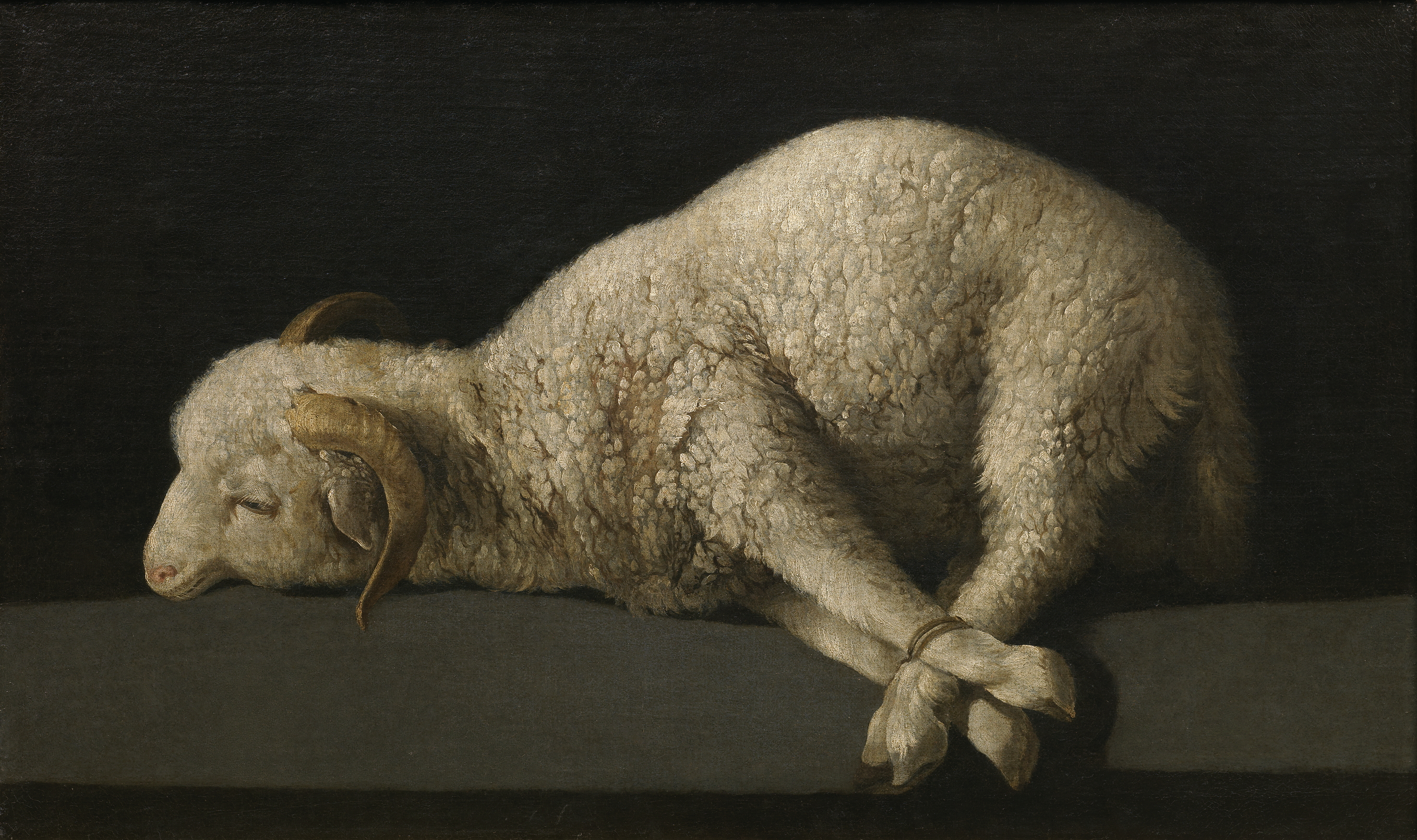
Франсіско де Сурбаран, «Агнець Божий», 1635—40, Музей Прадо, Мадрид

А́гнець Бо́жий (грец. Ἀμνὸς τοῦ Θεοῦ, Amnos tou Theou; лат. Agnus Dei, «Боже ягня») — у християнстві один із титулів Ісуса Христа. Згадується в Євангелії від Івана: «Оце Агнець Божий, що бере на Себе гріх світу!» (Ів. 1:29). Згідно з християнським вченням Христос обрав страждання на знак повної покори Богу-Отцю.  Подібно старозавітним агнцям, принесеним в жертву, він віддав себе на смерть заради позбавлення людського роду від влади гріха. Образ Агнця Божого широко використовується у християнській і європейській традиції: молитвах, літургії, мистецтві. Агнцем називають євхаристійний хліб, яким причащаються вірні.

## Геральдика
У геральдиці використовується фігура Божого агнця, якого також називають Пасхальним (англ. Paschal Lamb). Зазвичай, його зображають у вигляді срібного ягнятка із золотим німбом, що несе хоругву. Символізує Ісуса Христа, агнця Божого, що бере на себе гріхи світу. Часто використовується у територіальній та церковній геральдиці.

## Галерея

Ассенс
Вармія
Пуерто-Рико
Перт